# Matt Lauria
Matthew Lauria, detto Matt (Oak Lawn, 22 giugno 1982), è un attore statunitense.
Attivo principalmente in televisione, Matt ha debuttato nel 2007 in un episodio della serie 30 Rock, per poi ricoprire ruoli di rilievo nelle serie televisive Lipstick Jungle, Friday Night Lights, Parenthood e The Chicago Code.
Dal 2014 interpreta il ruolo da protagonista di Ryan Wheeler nella serie televisiva Kingdom.

## Filmografia

### Cinema
- Raccoon, regia di Ethan Carlson (2005) - cortometraggio
- 8 Easy Steps, regia di Alan Hain (2009) - cortometraggio
- Miss Bala - Sola contro tutti (Miss Bala), regia di Catherine Hardwicke (2019)
- Shaft, regia di Tim Story (2019)

### Televisione
- 30 Rock - serie TV, episodio 2x02 (2007)
- Criminal Intent - serie TV, episodio 7x20 (2008)
- Lipstick Jungle - serie TV, 13 episodi (2008-2009)
- Friday Night Lights - serie TV, 26 episodi (2009-2011)
- The Forgotten - serie TV, episodio 1x17 (2010)
- The Chicago Code - serie TV, 13 episodi (2011)
- Burn Notice - Duro a morire - serie TV, episodio 5x05 (2011)
- CSI - Scena del crimine - serie TV, episodi 12x09-12x11-12x12 (2011-2012)
- Person of Interest - serie TV, episodio 1x16 (2012)
- Parenthood - serie TV, 25 episodi (2012-2015)
- Gilded Lilys - episodio pilota scartato (2013)
- It Could Be Worse - serie web, episodio 2x01 (2014)
- Kingdom – serie TV, 40 episodi (2014-2017)
- Into the Dark - serie TV, 1 episodio (2018)
- Dickinson - serie TV, 5 episodi (2019)
- Tell Me a Story – serie TV, 10 episodi (2019-2020)
- CSI: Vegas – serie TV (2021-2024)
- Outer Range - serie TV, 4 episodi (2022)

## Doppiatori italiani
Nelle versioni in italiano delle opere in cui ha recitato, Matt Lauria è stato doppiato da:
- David Chevalier in Friday Night Lights, Miss Bala - Sola contro tutti, Traitors
- Marco Baroni in The Chicago Code, Tell Me a Story
- Gabriele Trentalance in 30 Rock
- Luca Ghignone in Law & Order: Criminal Intent
- Francesco Venditti in Lipstick Jungle
- Simone Crisari in Burn Notice - Duro a morire
- Emiliano Coltorti in CSI - Scena del crimine
- Francesco Pezzulli in Person of Interest
- Marco Vivio in Shaft
- Gianfranco Miranda in CSI: Vegas
- Gianluca Iacono in Outer Range